# Aéroport de Comiso
L'aéroport "Pio La Torre" de Comiso (code IATA : CIY • code OACI : LICB) est un aéroport international situé à Comiso en Sicile, Italie.

## Historique
Aéroport militaire, il devient une base de l'Organisation du traité de l'Atlantique nord. La décision d'y installer des missiles au début des années 1980 provoquent une forte contestation parmi la population et la classe politique sicilienne.
Après sa démilitarisation, l'aéroport est renommé en hommage à l'un des leaders de cette lutte, le député communiste Pio La Torre, assassiné par la mafia.

## Caractéristiques
Il dispose d'une piste 05/23 d'une longueur de 2 538 m et large de 45 m.

## Situation

### Carte des aéroports en Italie
| \| 100 km1:7 506 000 \| Abruzzes Alghero Ancône Bari Bergame Bologne Bolzano Brescia Brindisi Cagliari Catane Comiso Grosseto Coni Elbe Florence Foggia Gênes Lamezia Terme Lampedusa Milan L. Milan M. Naples Olbia Palerme Pantelleria Parme Pérouse Pise Reggio de Calabre Rimini Rome C. Rome F. Salerne Trapani Trévise Trieste Turin Venise Vérone |
| 100 km1:7 506 000 |

## Statistiques
Pour des raisons techniques, il est temporairement impossible d'afficher le graphique qui aurait dû être présenté ici.

Voir la requête brute et les sources sur Wikidata.

## Compagnies aériennes et destinations
| Compagnies       | Destinations |
| ---------------- | --- |
| AeroItalia       | Bergame-Orio al Serio, Bologne-Borgo Panigale, Bucarest-A. Vlaicu, Pise-Galileo Galilei, Rome Léonard-de-Vinci/Fiumicino |
| GoTo Fly         | En saison : Forlì |
| Transavia France | En saison : Paris-Orly                                                                                                   |
| Volotea          | En saison : Lille Lesquin                                                                                                |
| Wizz Air         | Milan-Malpensa, Tirana-Mère-Teresa                                                                                       |

Édité le 12/03/2019. Actualisé le 29/07/2023.